# Mervyn LeRoy
Mervyn LeRoy (São Francisco, 15 de outubro de 1900 – Los Angeles, 13 de setembro de 1987) foi um diretor de cinema americano.

## Biografia
Mervyn começou no Teatro de Vaudeville, onde estreou ainda criança ao lado da mãe. Em 1924, por intermédio de um primo, o produtor Jesse Lasky, empregou-se no Famous Players onde trabalhou no laboratório, como assistente de câmara e escritor de gags, até 1927.
Seu sonho era dirigir um filme e ele conseguiu a proeza em 1927 ao realizar No Place to Go (Idílio mal-parado). A partir daí, reconhecido pela crítica como uma grande revelação, ele dirigiu 30 filmes de 1930 a 1939.
Dirigiu todos os tipos de filmes mas se destacou por aqueles que abordavam problemas sociais como Little Caesar (Alma no Lodo), Two Seconds (Dois segundos) e I am a fugitive from a chain gang (O Fugitivo).
Suas maiores bilheterias foram com filmes históricos como "A Ponte de Waterloo" de 1940 e "Quo Vadis?" de 1951.

## Filmografia
- The Green Berets - (1968)
- Moment to Moment - (1965)
- Mary, Mary - (1963)
- Gypsy - (1962)
- A Majority of One - (1961)
- The Devil at 4 O'Clock - (1961)
- Wake Me When It's Over - (1960)
- The FBI Story - (1959)
- Home Before Dark - (1958)
- No Time for Sergeants - (1958)
- Toward the Unknown - (1956)
- The Bad Seed - (1956)
- Mister Roberts - (1955)
- Strange Lady in Town - (1955)
- Rose Marie - (1954)
- Latin Lovers - (1953)
- Million Dollar Mermaid - (1952)
- Lovely to Look at - (1952)
- Quo Vadis? - (1951)
- East Side, West Side - (1949)
- Any Number Can Play - (1949)
- Little Women - (1949)
- Homecoming - (1948)
- Desire Me - (1947)
- Without Reservations - (1946)
- Thirty Seconds Over Tokyo - (1944)
- Madame Curie - (1943)
- You, John Jones! - (1943)
- Random Harvest - (1942)
- Johnny Eager - (1942)
- Unholy Partners - (1941)
- Blossoms in the Dust - (1941)
- Escape - (1940)
- Waterloo Bridge - (1940)
- The Wizard of Oz - (1939)
- Fools for Scandal - (1938)
- They Won't Forget - (1937)
- The King and the Chorus Girl - (1937)
- Three Men on a Horse - (1936)
- Anthony Adverse - (1936)
- I Found Stella Parish - (1935)
- Page Miss Glory - (1935)
- Oil for the Lamps of China - (1935)
- Sweet Adeline - (1934)
- Happiness Ahead - (1934)
- Heat Lightning - (1934)
- Hi, Nellie! - (1934)
- The World Changes - (1933)
- Tugboat Annie - (1933)
- Gold Diggers of 1933 - (1933)
- Elmer, the Great - (1933)
- Hard to Handle - (1933)
- I Am a Fugitive from a Chain Gang - (1932)
- Three on a Match - (1932)
- Big City Blues - (1932)
- Two Seconds - (1932)
- The Heart of New York - (1932)
- High Pressure - (1932)
- Tonight or Never - (1931)
- Local Boy Makes Good - (1931)
- Five Star Final - (1931)
- Broadminded - (1931)
- Too Young to Marry - (1931)
- Gentleman's Fate - (1931)
- Little Caesar - (1931)
- Top Speed - (1930)
- Numbered Men - (1930)
- Show girl in Hollywood - (1930)
- Playing around - (1930)
- Little Johnny Jones - (1929)
- Broadway babies - (1929)
- Hot Stuff (filme) - (1929)
- Naughty Baby - (1928)
- Oh Kay! - (1928)
- Harold Teen - (1928)
- Flying Romeos - (1928)
- No Place to Go - (1927)